# Loza catalana

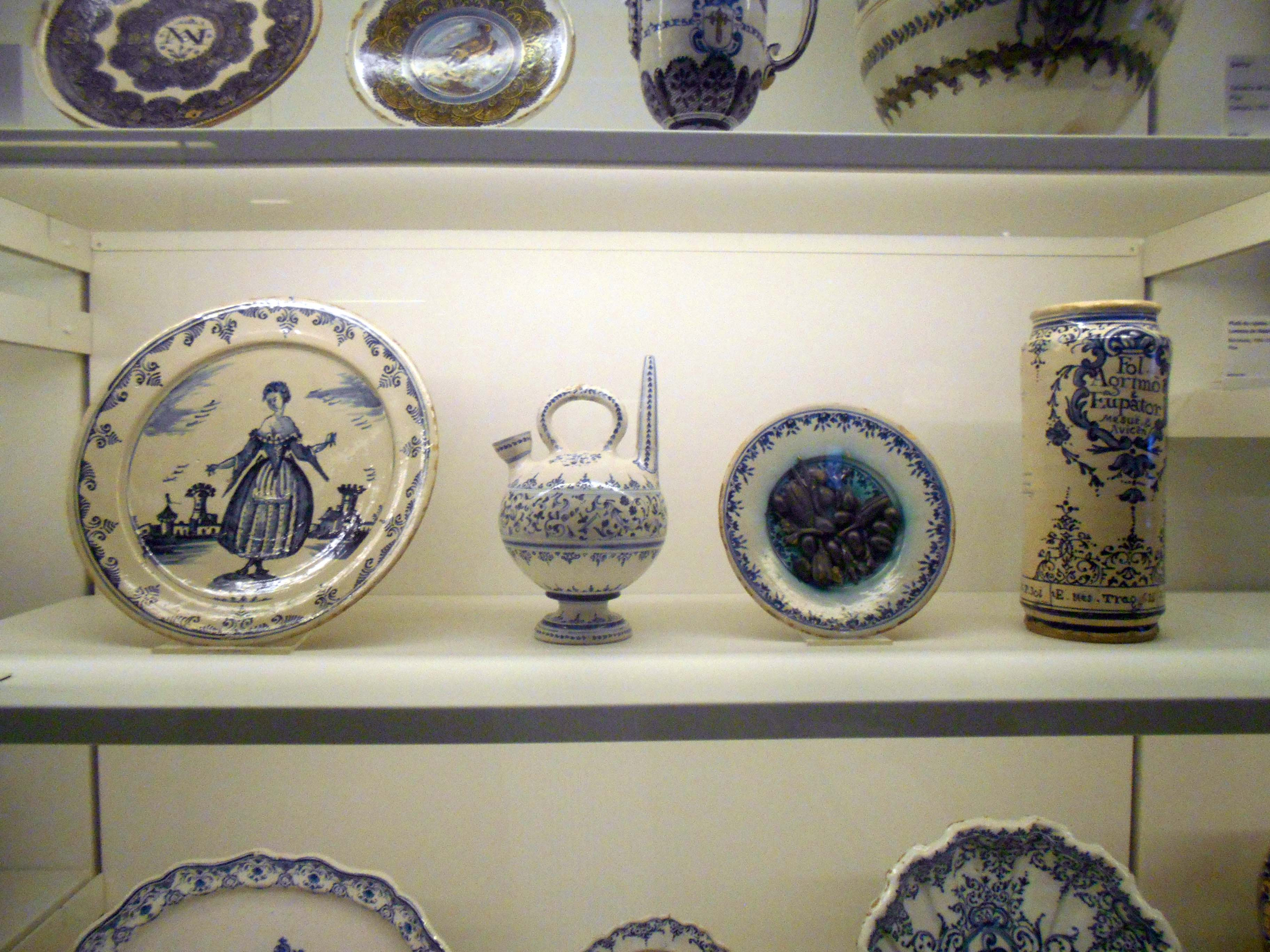
Plato, botijo, plat d'engany y bote de farmacia, serie de influencia francesa, Barcelona, 1750-1775, Museo del Diseño de Barcelona

La loza catalana (en catalán: pisa catalana) es una de las principales modalidades de las artes decorativas en Cataluña. Comenzó a destacar por su calidad en el siglo XIII y tuvo un punto álgido de su producción entre los siglos xv y xviii. La mayor parte de su producción se centró en piezas de vajilla doméstica, pero también se elaboraron obras para la decoración, como el tradicional azulejo de oficios.

## Historia

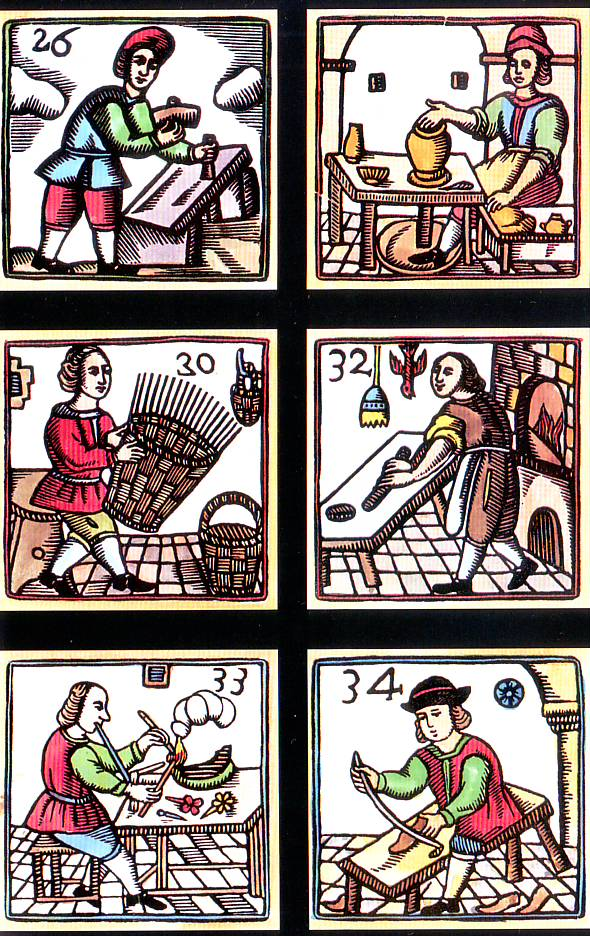
Azulejo de oficios: canteros, alfareros, mimbreros, panaderos, boteros y zapateros, de un total de 48 recogidos en la azulejería catalana.

Las primeras muestras de relevancia son del siglo XIII, cuando se producía una loza estannífera en tonos verde y morado semejante a las de Paterna y Teruel, aunque con fondo blanco y un dibujo más pulcro y preciso. Los principales centros de producción estaban en Barcelona y Manresa, aunque con el tiempo quedó la primera como el mayor centro de fabricación de loza. El origen de esta loza se halla en la cerámica califal andalusí, que ya presentaba esta bicromía verde y morada (o color manganeso), con una engalba blanca a la que se añadía un vidriado de estaño. La catalana, bastante semejante a la de Paterna, se diferencia de la de Teruel por el colorido amarillo-rosado de la arcilla; por el tono morado del manganeso, más negruzco en Teruel; y por el vidriado presente solo en el anverso, mientras que en Teruel es por los dos lados. Las formas son más toscas y pesadas que las de Paterna, terreno este en que coincide con la de Teruel. Las principales tipologías de piezas fueron: platos, jarros, escudillas, barreños, pichelas, orzas, candiles, alcuzas y botes de farmacia. La decoración evidencia la influencia mudéjar, con tendencia al horror vacui, con motivos geométricos, vegetales, animales (reales y fantásticos), figuras humanas —en escenas generalmente de tono satírico o moralizante—, etc.
Entre los siglos xv y xvi fue frecuente un tipo de decoración monocroma en azul, quizá por influencia de la loza de Paterna, que se daba tanto en vajillas como en azulejos, con dibujos realizados «a trepa», es decir, con plantilla. Muchas de las piezas de esta época son importaciones de Paterna y Manises, pero en Barcelona se dio una gran producción de estas piezas, generalmente de formas sencillas y con una decoración geométrica o vegetal, también sencilla. Algunas de estas piezas se han encontrado como relleno en las bóvedas del hospital de la Santa Cruz. De 1461 se conserva un contrato de asociación entre un alfarero catalán y otro valenciano llamado Eximeno para fabricar loza. De esta época son interesantes unos botes de farmacia conservados en Tarragona con decoración de temas moriscos, llamados pots blaus regalats (botes azules regalados) porque el óxido de cobalto empleado para el color azul no se fundió con el estaño y aparece chorreado sobre la cerámica.
Entre los siglos xvi y xvii se produjeron en Barcelona y Reus piezas de reflejo dorado, con una decoración de estilo renacentista de motivos humanos o heráldicos. Tiene su origen en la cerámica nazarí de Granada y Málaga, y llegó a Cataluña vía Manises. También se relaciona con la loza de Muel, sobre todo en Reus. Aquí presenta un mudejarismo menos marcado, con mayor presencia de temas humanos y religiosos. En su producción se denotan dos vertientes, una más funcional y popular y otra más fina y cuidada. El dorado —conocido por una fórmula de Nicolau Reyner de 1519— tiene un tono cobrizo, y el vidriado presenta ciertas impurezas. Los reversos se suelen decorar con espirales y es habitual la presencia de la firma del artesano y la fecha. Las principales tipologías son platos, jarros, tazones, escudillas, placas, botes de farmacia y pilas de agua bendita.

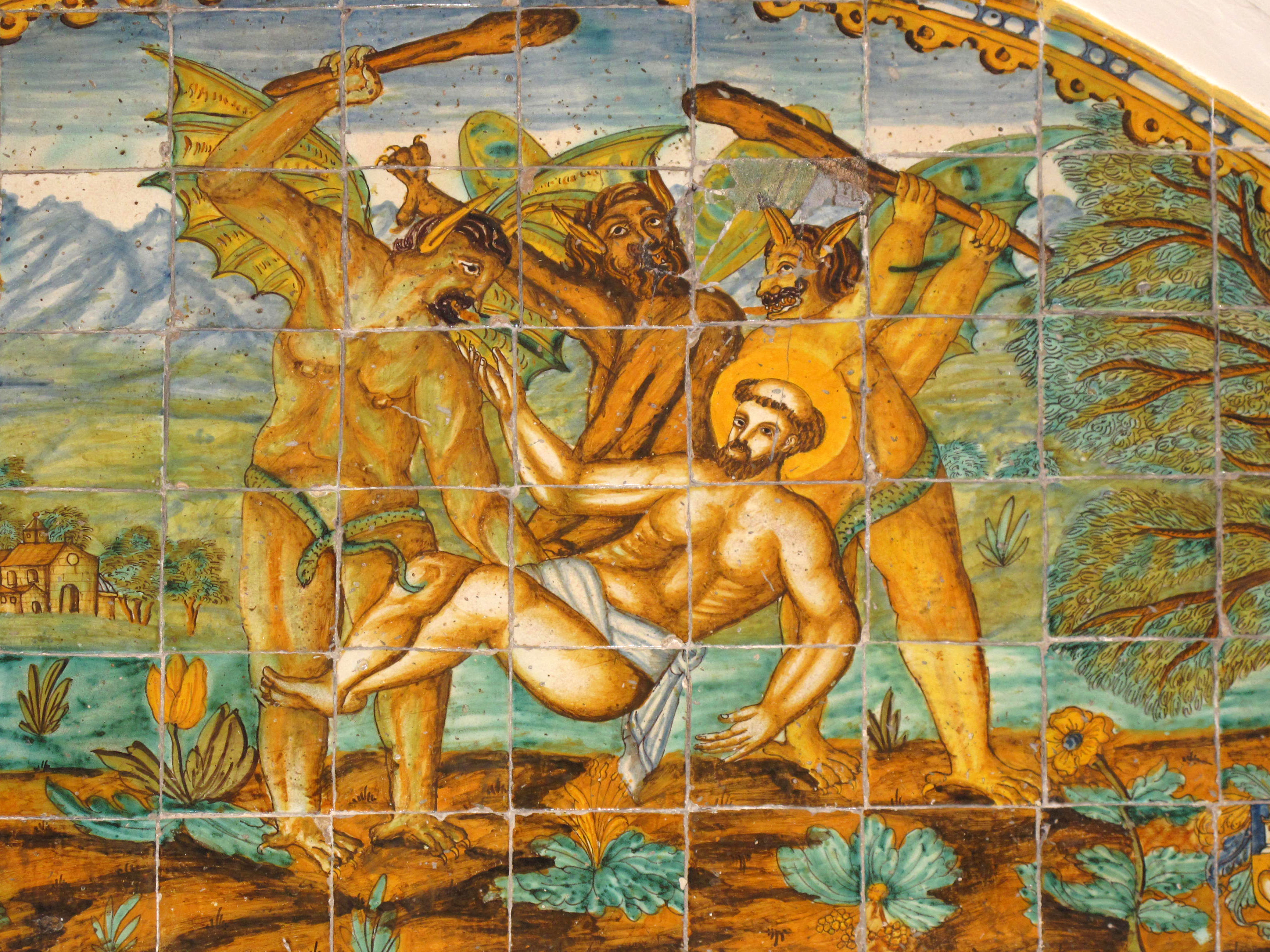
Detalle de un plafón del claustro del convento de San Francisco de Terrassa, obra de Llorenç Passoles

En el siglo XVII la loza dorada catalana se diferenció aún más de la del resto de España, con decoración más netamente renacentista. Las piezas más características presentan un motivo central figurado y bordeado con un tipo de festones llamados uña. Los platos solían contener gallones en el ala, en tonos azules y dorados, o bien hojas pintadas o en relieve, de perfil aserrado o polilobuladas. También son frecuentes en esta centuria platos con un fondo de puntos o trazos elaborados con pincel peine, sobre el que se representan figuras ataviadas con trajes de la época. Según Joan Ainaud de Lasarte esta variante podría estar influida por la cerámica italiana de Montelupo.

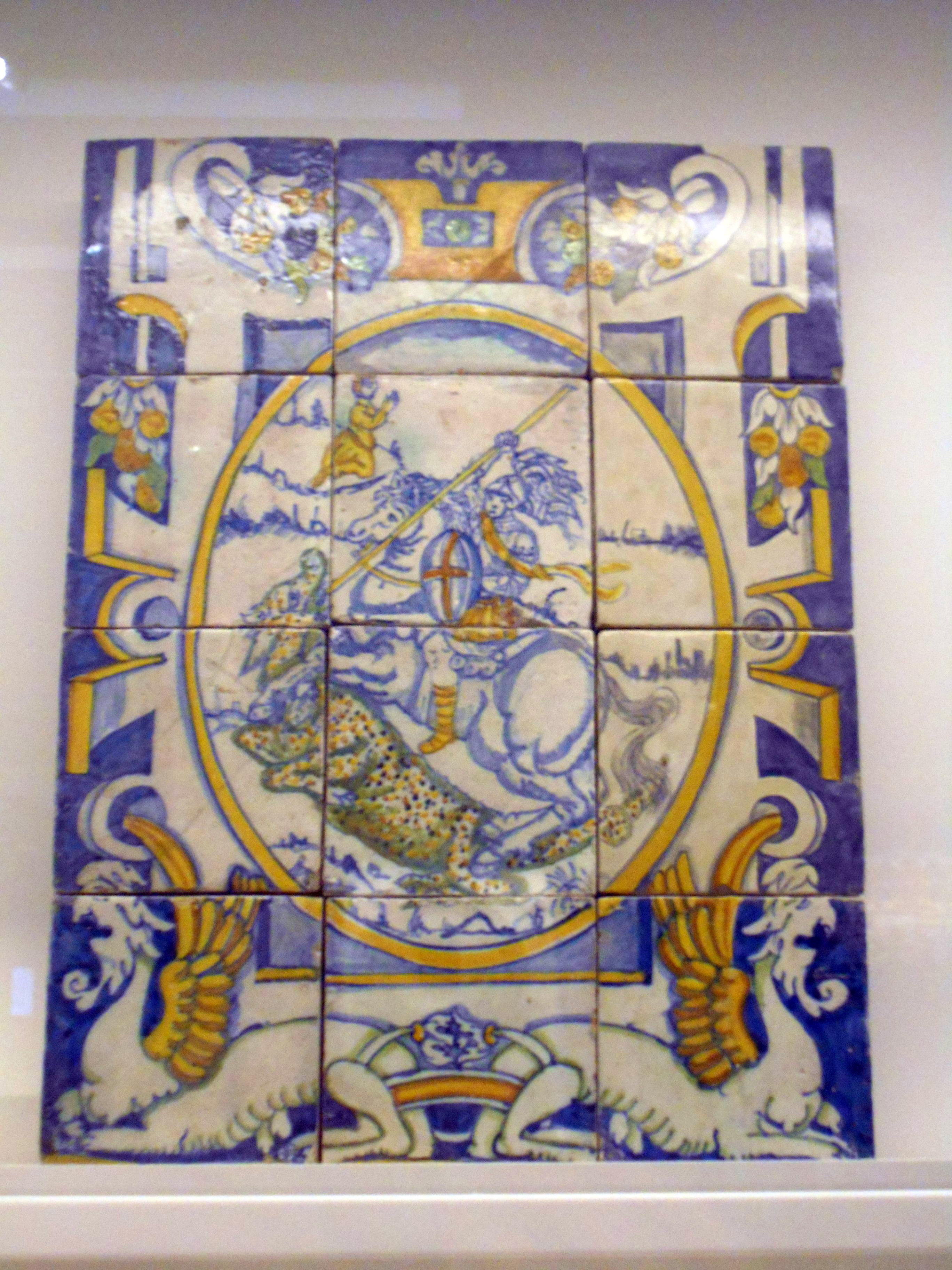
Plafón de San Jorge (1596-1597), de Lorenzo de Madrid

Entre los siglos xvii y xviii destacó la loza en azul y blanco, tanto en vajilla doméstica como en otros recipientes como los botes de farmacia, típicos de este período. Tenían una decoración de estilo algo rústico con escenas de fiestas populares, paisajes, barcos, animales y otro tipo de representaciones, generalmente enmarcadas en unas orlas cuyos motivos servían a menudo para reconocer su procedencia, dando nombre a series como la «de la corbata», «de la ditada» o «de la panotxa». También en esta época se dio un tipo de loza monocroma en tonos verdes, azules y anaranjados, con motivos ornamentales más elaborados.
Durante esta época también se elaboró un tipo de cerámica inspirada en la de Talavera, con un origen a su vez en la cerámica polícroma italiana, especialmente la pisana. Un talaverano, Lorenzo de Madrid, se estableció en Manresa e inició la producción de azulejos de este estilo; es el autor de la solería y arrimaderos de la sala del Consistorio del palacio de la Generalidad (1597). Otro autor destacado fue Llorenç Passoles, autor de la azulejería de la Casa de Convalecencia de Barcelona. Otro ejemplo relevante es el panel de la batalla de Lepanto en la capilla del Rosario de Valls, o los paneles de La chocolatada y La corrida de toros conservados en el Museo del Diseño de Barcelona (1710).
Este tipo de loza polícroma se dio también en azulejería, con dibujos de tipo religioso o popular; entre estos últimos destacaban las fiestas, los paisajes, las corridas de toros y las batallas navales. Una variante muy popular fueron los azulejos de oficios, decorados con figuras de artesanos de los diversos oficios de la época, de moda entre los siglos xvii y xix. Estas representaciones derivaban de las auques (aleluyas) típicas catalanas, con un trasfondo netamente popular. Los más conocidos son los de oficios, pero también había otro tipo de representaciones, como los bestiarios, que presentaban animales fantásticos y mitológicos, la mayoría tomados de las procesiones del Corpus. Luis María Llubiá los clasificó según el tema floral que servía de marco a las escenas principales, con nombres como «margarita», «hoja de lirio», «palma», «hoja de pita», etc.
En el siglo XVIII fue decayendo la calidad de la loza catalana. En la primera mitad de esta centuria se dio una loza de color azul oscuro, con unos platos decorados con motivos de figuras humanas, animales y barcos, bordeados de motivos vegetales y una pequeña butifarra, por lo que se los conoce como «de la butifarra». En la segunda mitad del siglo se recibió la influencia francesa, canalizada a través de la cerámica de Alcora, con motivos como guirnaldas, cerezas, pendientes, ondas, puntillas, etc.
Existen colecciones de loza catalana en el Museo del Diseño de Barcelona y en el Victoria & Albert Museum de Londres, entre otros.

## Galería

Muestras en el Museo del Diseño de Barcelona
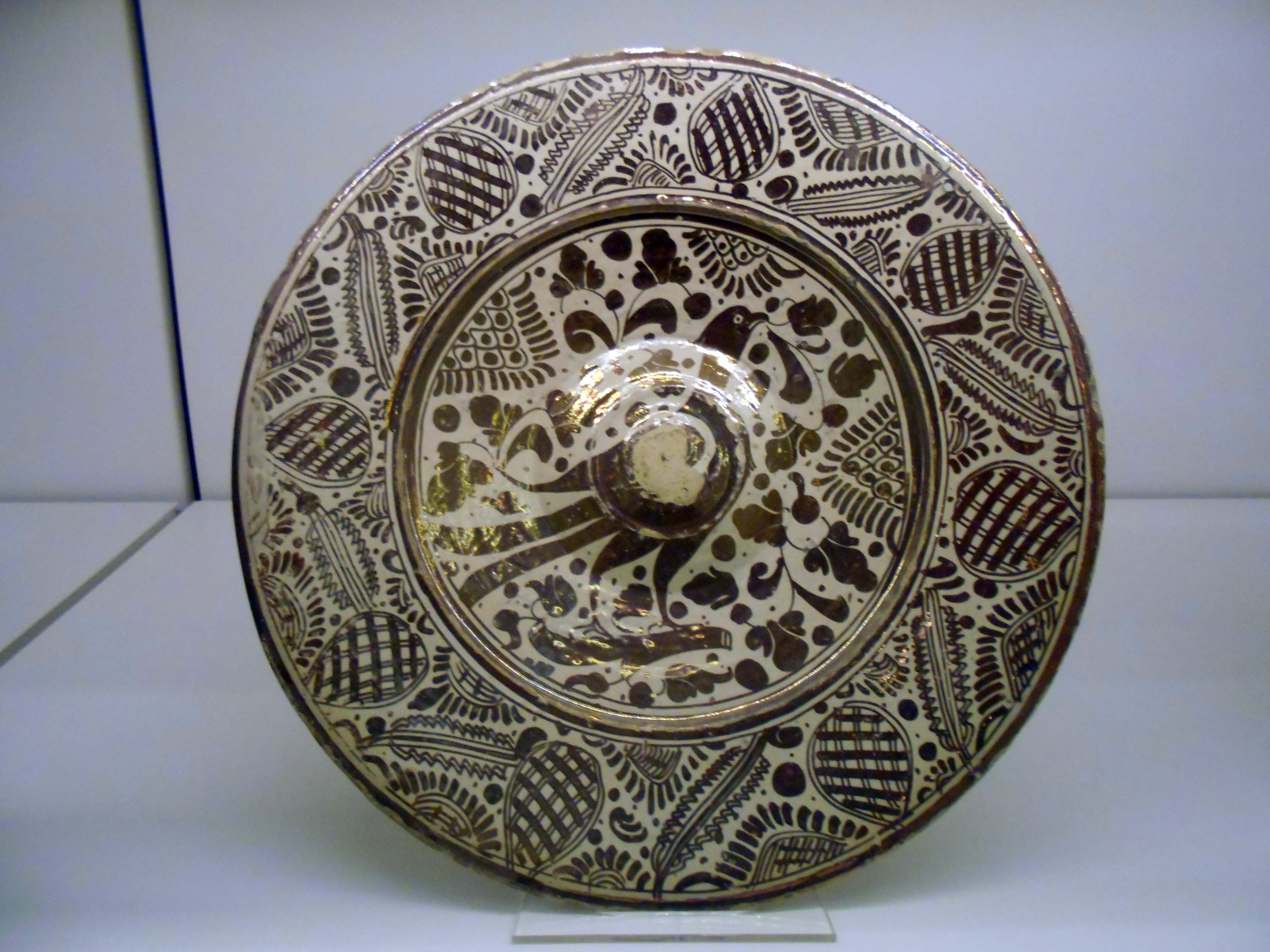
Plato, serie dorada, Barcelona (1500-1650)
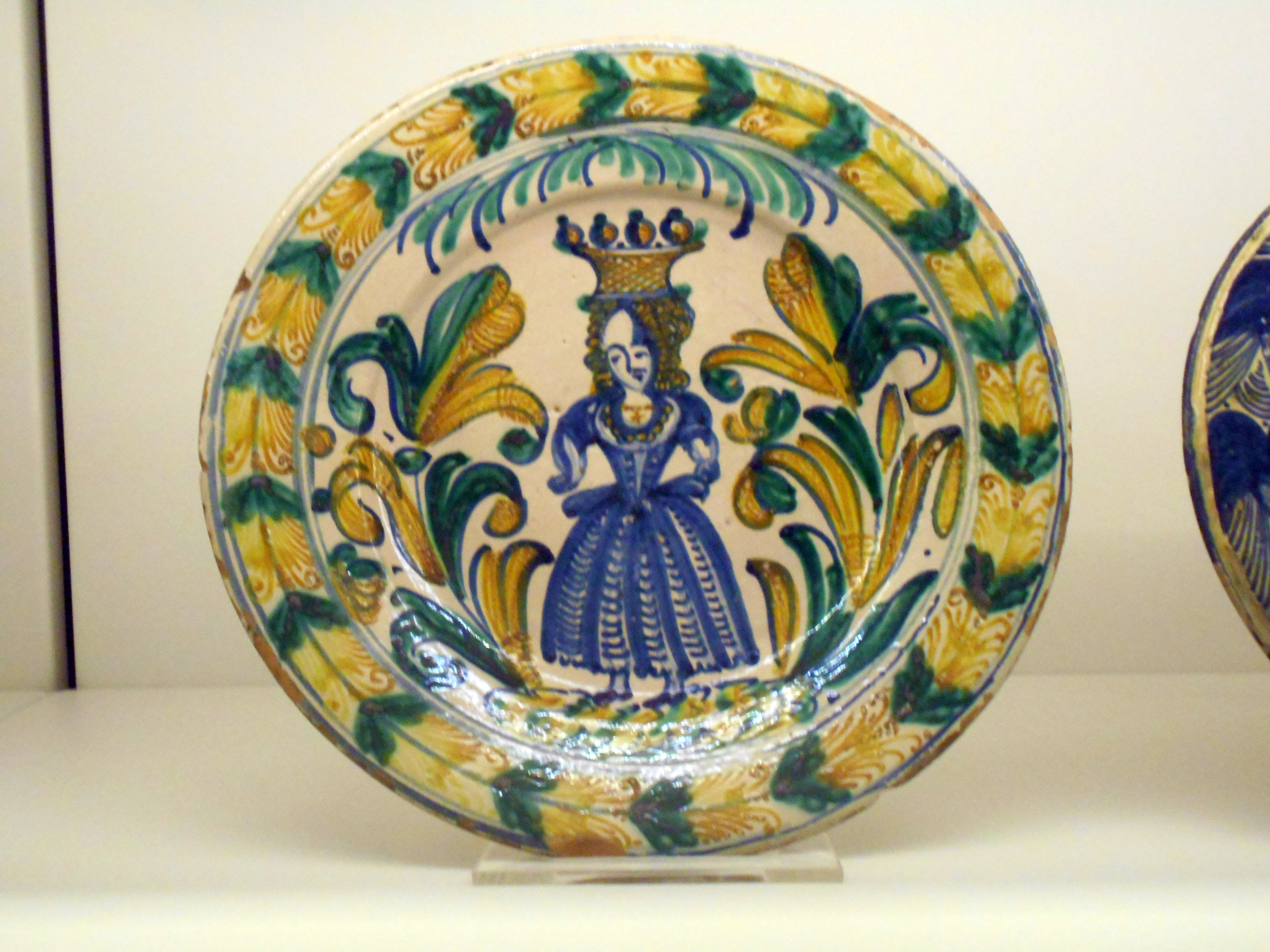
Plato, serie «de la panotxa» (1670-1690), Lérida
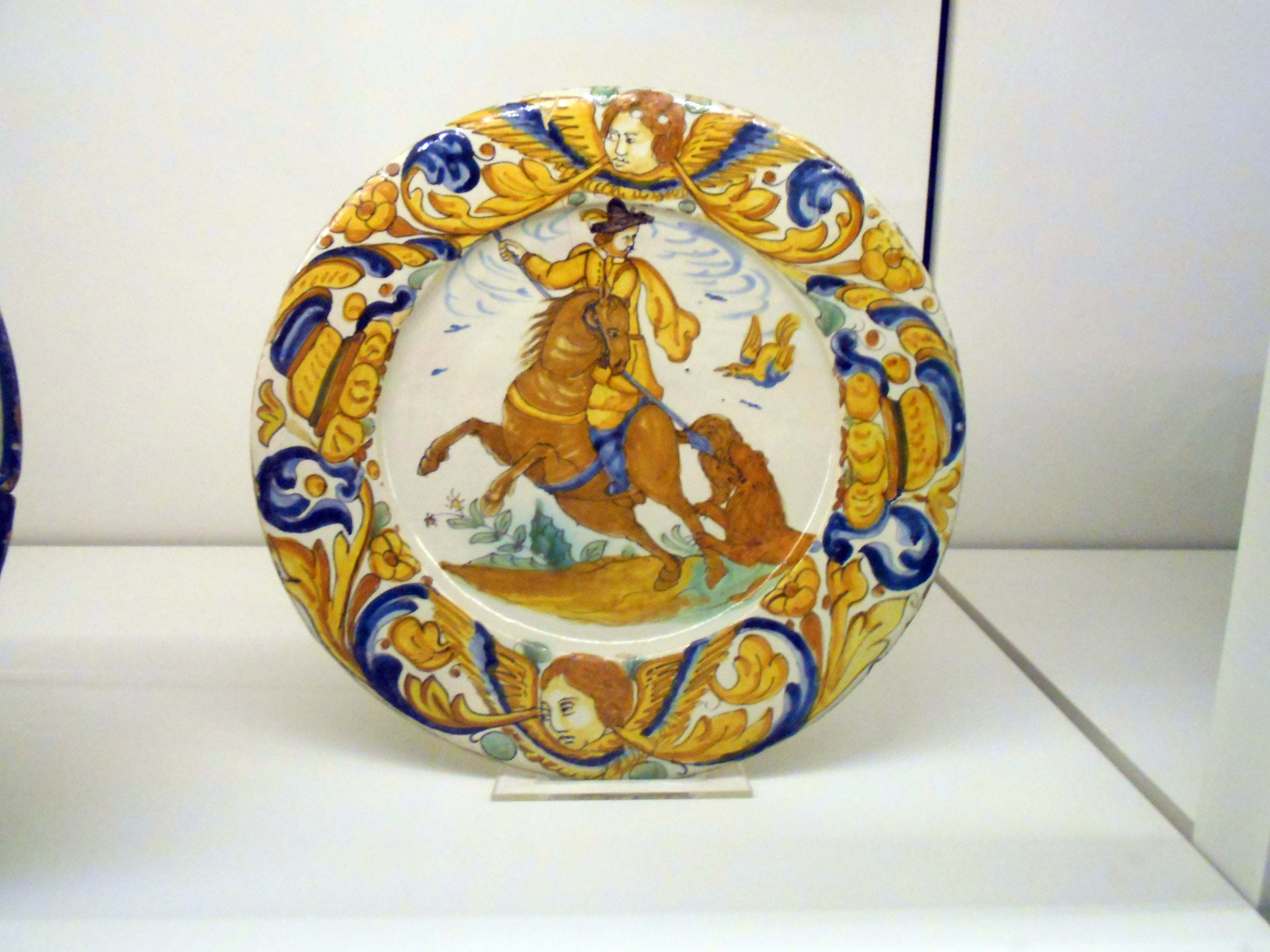
Plato, serie «de la margarita», Barcelona (1680-1750)
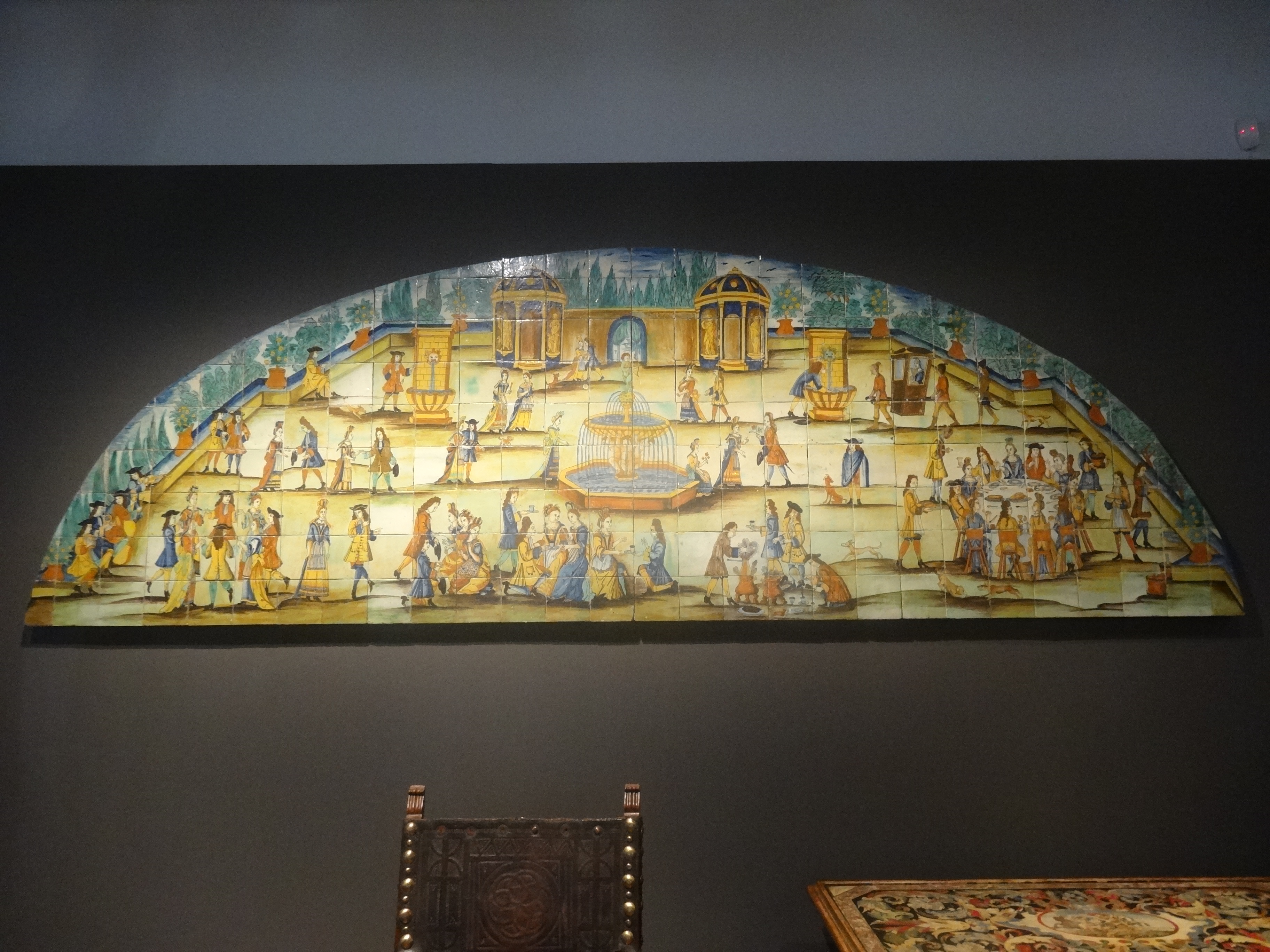
La chocolatada, Barcelona (1710)
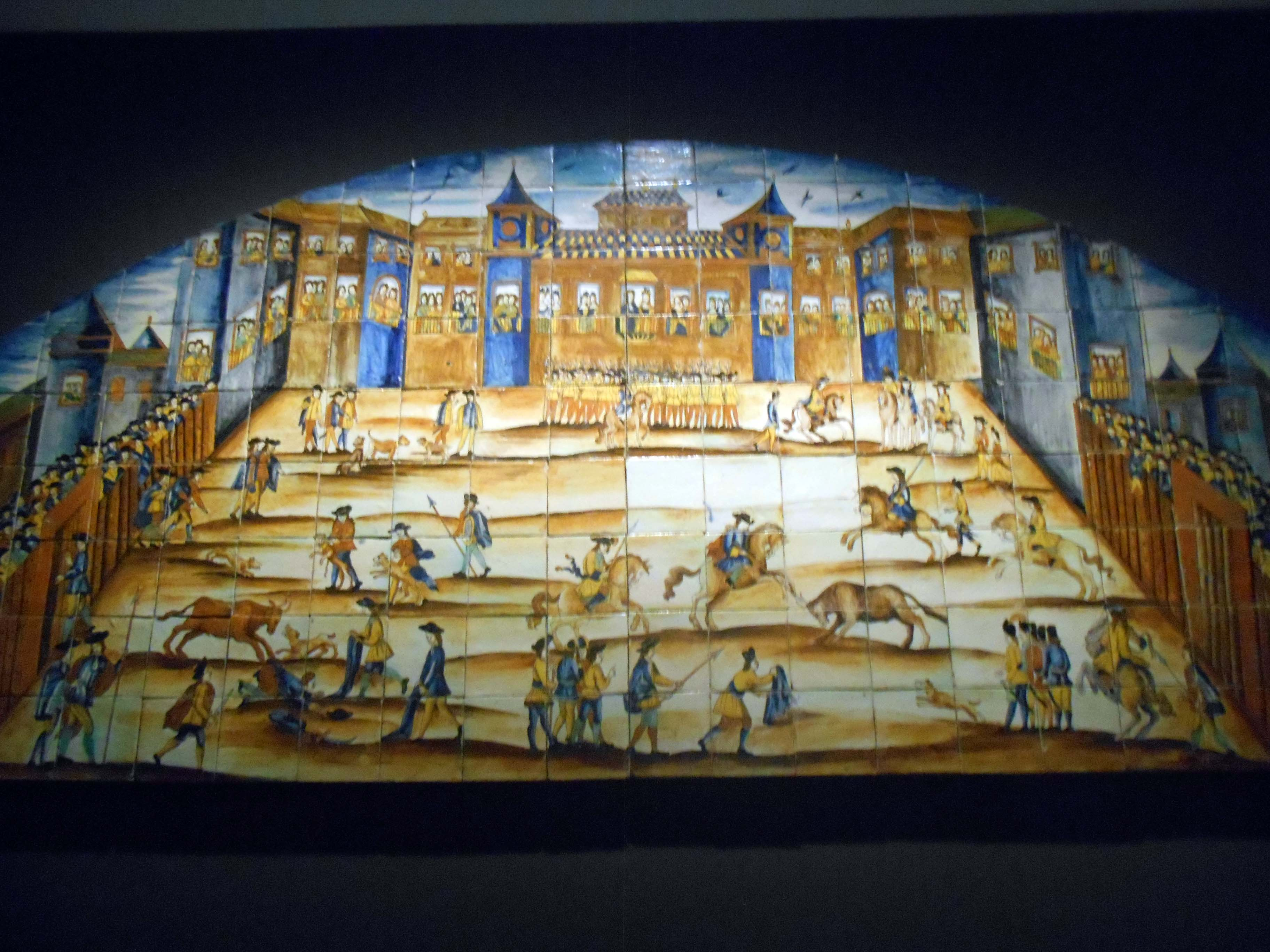
La corrida de toros, Barcelona (1710)
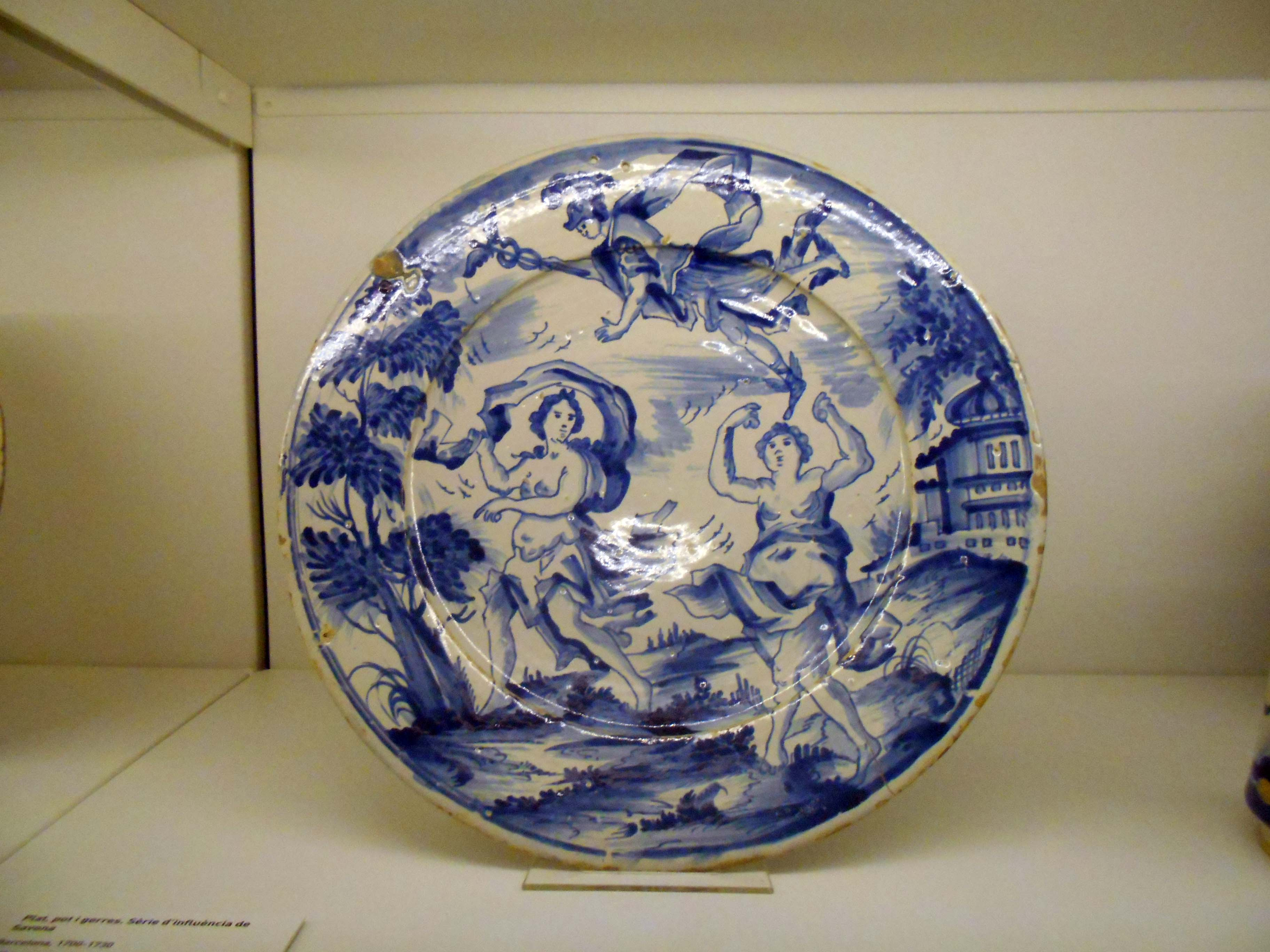
Plato, Barcelona (1700-1730)
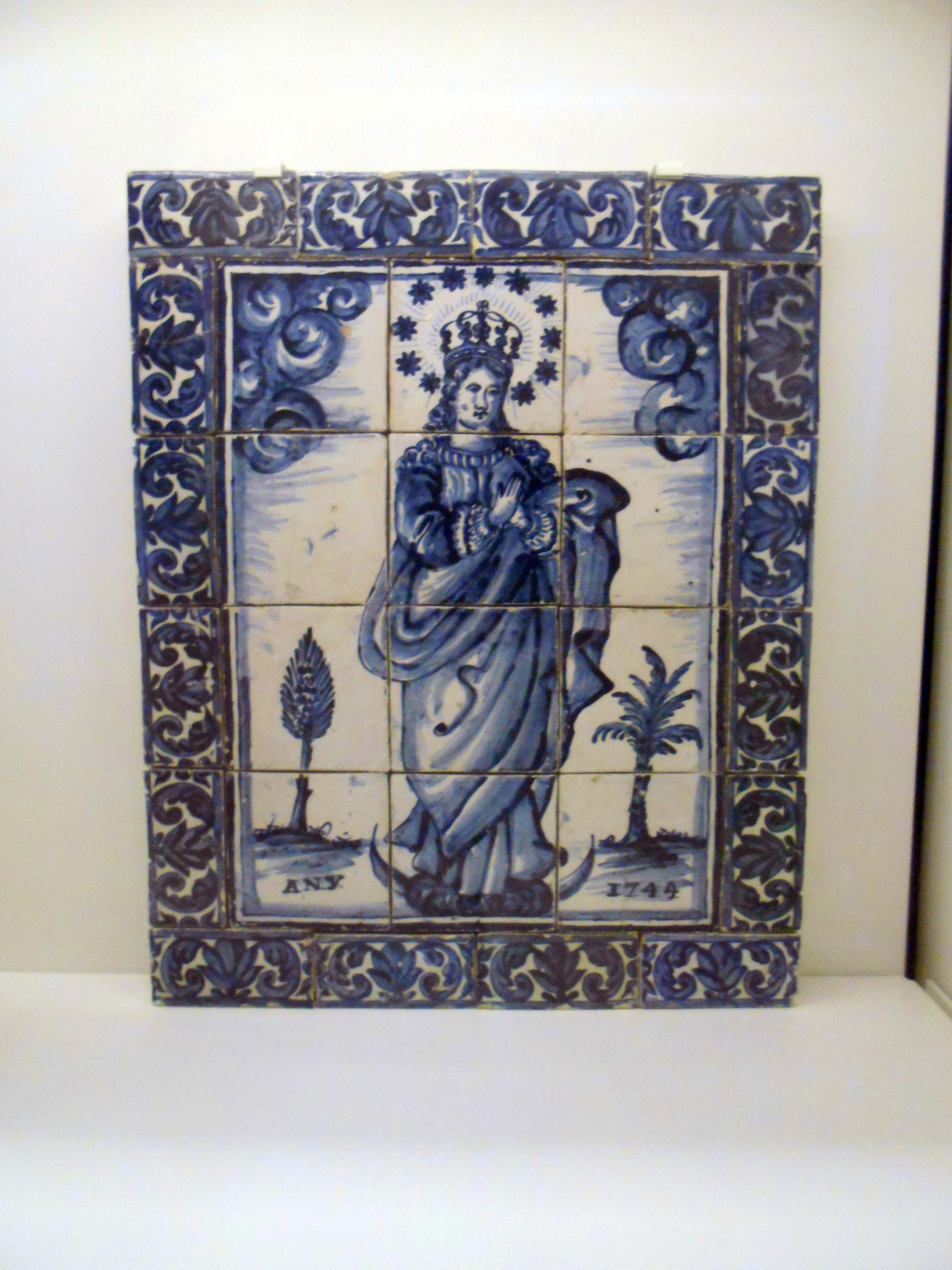
Plafón de la Inmaculada Concepción, Barcelona (1744)